# Yu Jie
Yu Jie (ur. 3 października 1973 w Chengdu) – chińsko-amerykański pisarz i kalwiński działacz demokratyczny. Autor ponad 30 książek, z których część stała się bestsellerami. Yu został opisany przez „The New York Review of Books” w 2012 roku jako „jeden z najwybitniejszych chińskich eseistów i krytyków”. Ma tendencję do rewizjonizmu odnośnie japońskiego militaryzmu podczas II wojny światowej. 
Yu jest aktywny w chińskim ruchu dysydenckim. Został aresztowany i rzekomo torturowany w 2010 roku za przyjaźń z laureatem Pokojowej Nagrody Nobla Liu Xiaobo, oraz za napisanie krytycznej biografii premiera Wena Jiabao zatytułowanej China's Best Actor. Po ponad roku aresztu domowego Yu wyemigrował wraz z rodziną do Stanów Zjednoczonych w styczniu 2012 roku. Jeszcze w tym samym roku otrzymał nagrodę za odwagę cywilną przyznawaną przez Train Foundation. W późniejszym czasie stał się jednym z najgłośniejszych chińskich dysydentów popierających politykę Donalda Trumpa wobec Chin. Jest znany z kontrowersyjnych wypowiedzi i zachowań. Po śmierci sędzi Ruth Bader Ginsburg w 2020 roku Yu powiedział, że „śmiał się do nieba”, aby uczcić śmierć „najgorszego wroga Ameryki”.

## Wczesna kariera pisarska
Pochodzący z Chengdu Yu uczęszczał na Uniwersytet Pekiński i studiował współczesną literaturę chińską.
Jego pierwsza książka, Fire and Ice, zawierała obszerną krytykę polityczną i społeczną. Po publikacji w 1999 roku Yu stał się „literacką sensacją”. W tym samym roku poznał i zaprzyjaźnił się z działaczem demokratycznym Liu Xiaobo i stał się aktywny w chińskim ruchu dysydenckim. W ramach współpracy z Liu czytał i komentował projekty manifestu demokratycznego Karta 08 i pomagał założyć PEN International.
Yu stał się bestsellerowym autorem w Chinach i do 2012 roku napisał ponad 30 książek. Jego krytyka rządu spowodowała, że jego prace zostały zakazane w kraju. 
W 2004 roku Yu opublikował artykuł Przeprosiny dla Tybetu (向西藏懺悔) na stronie Boxun, w którym wyraził ubolewanie z powodu rządów Chin w Tybecie i pochwalił wysiłki Paldena Gjaco, niepodległościowego mnicha. Artykuł został skrytykowanych przez chińskich internautów, a on sam został wyszydzony przez zagranicznych studentów w Los Angeles za „atakowanie jedności narodowej”, jednak zlekceważył to, uznając ich za „gniewną młodzież z wypranym mózgiem”. Yu Jie promuje także pojednanie z Japonią, amerykańską inwazję na Irak i wolność religijną w Chinach dla chrześcijan, po tym jak sam przeszedł na chrześcijaństwo.

## Aresztowanie w 2010
Yu został zatrzymany przez chińskich funkcjonariuszy bezpieczeństwa w lipcu 2010 roku, aby omówić swoją nadchodzącą książkę China's Best Actor: Wen Jiabao, „zjadliwą krytykę” premiera Chin, którą Yu zamierzał opublikować w Hongkongu. Według książki, ciepła, empatyczna publiczna persona Wena oraz jego otwartość na reformy, były jedynie fasadą, a w rzeczywistości cele Wena pokrywają się z dążeniami innych chińskich przywódców, m.in. utrzymania ich przy władzy. Według Yu, jeden z urzędników stwierdził, że jego książka szkodzi bezpieczeństwu państwa i interesowi narodowemu, a gdyby został opublikowana, Yu prawdopodobnie zostałby „uwięziony na wiele lat”. Yu mimo to przystąpił do publikacji książki w sierpniu.
8 października 2010 roku, jego przyjaciel Liu Xiaobo został laureatem Pokojowej Nagrody Nobla. 13 października Yu został umieszczony w areszcie domowym, rzekomo za swoje plany napisania biografii Liu, a także za kontynuowanie publikacji China's Best Actor. Napisał później, że w tym okresie „był torturowany przez tajną policję i prawie stracił życie”. Twierdzi, że został rozebrany do naga, był przypalany papierosami i bity, aż trafił do szpitala.
Jego areszt domowy i związany z nim zakaz podróżowania trwały do stycznia 2012 roku, wtedy wraz z rodziną wyemigrował do USA. Po emigracji złożył dziewięciostronicowy raport opisujący jego rzekome tortury w Departamencie Stanu Stanów Zjednoczonych oraz w Radzie Praw Człowieka Organizacji Narodów Zjednoczonych. Stwierdził, że kontynuuje pisanie biografii Liu, a także pracuje nad nową biografią chińskiego prezydenta Hu Jintao zatytułowaną Hu Jintao: Cold-Blooded Tyrant.

## Życie prywatne
Yu ma żonę Liu Min i jednego syna Yu Guangyi. Nawrócił się na chrześcijaństwo w 2003 roku, w Chinach był członkiem kościoła protestanckiego Beijing Ark Church.

## Nagrody i wyróżnienia
W 2012 roku Yu został laureatem Nagrody Odwagi Cywilnej przyznawanej przez amerykańską fundację Train Foundation. Nagroda jest wyrazem uznania dla „niezłomnego oporu wobec zła przy wielkim osobistym ryzyku – a nie męstwa wojskowego”. Nagroda jest przyznawana wraz z honorarium w wysokości 50 000 dolarów. Został pierwszym Chińczykiem, który otrzymał tę nagrodę. Wyraził nadzieję, że zmotywuje ona chińskich dysydentów.

## Kontrowersje
W 2020 roku, kiedy zmarła Ruth Bader Ginsburg, sędzia Sądu Najwyższego Stanów Zjednoczonych, zarówno Partia Demokratyczna, jak i Partia Republikańska uczciły ciszą jej śmierć. Yu Jie powiedział jednak, że „nie może powstrzymać się od śmiechu do nieba” i nazwał ją „najgorszym wrogiem Stanów Zjednoczonych”, co wywołało krytykę ze strony niektórych użytkowników Twittera za jego pozbawioną szacunku wypowiedź. Napisał artykuł krytykujący ruch Black Lives Matter, określił go jako „anarchizm", który jest „gorszy niż dyktatura”.
W listopadzie 2023 roku, na Facebooku napisał artykuł w którym stwierdził, że gdyby Chiny zostały skolonizowane przez Japonię podczas II wojny światowej to byłyby co najmniej w połowie tak dobre jak Tajwan. Komentarz ten natychmiast wywołał ostrą krytykę ze strony niektórych osób, które twierdziły, że są weteranami z USA, Wielkiej Brytanii i Australii, krytykując Yu Jie za ignorowanie okrucieństw popełnionych przez armię japońską na całym świecie podczas II wojny światowej, wliczając w to takie wydarzenia jak masakra na wyspie Bangka, masakra nankińska i incydent na Chichi-jimie, stwierdzając przy tym, że gdyby Japonia z sukcesem skolonizowała Chiny to zmieniłaby Chiny i cały świat w gorsze miejsce. Stwierdzili również, że nie można zrównywać dzisiejszych Japończyków z Japończykami z czasów II wojny światowej. Yu określił ich jako „znęcających się nad Japończykami”.
Yu napisał artykuł zatytułowany Why I'm Not Optimistic about Ai Weiwei krytykujący Ai Weiweia, ten w odpowiedzi publicznie skrytykował Yu na Twitterze 18 stycznia 2012 roku.
W 2008 roku Yu napisał długi artykuł krytykujący Yang Jia. Napisał artykuł zatytułowany Nie traktuj kryminalistów jak bohaterów opisując Yanga jako Hitlera. Liu Xiaobo również napisał w tamtym czasie artykuł krytykujący Yanga określając zabicie policjantów przez niego jako „prymitywną sprawiedliwość”. Postawy Yu Jie i Liu Xiaobo wobec Yanga były w tamtym czasie bardzo kontrowersyjne w kręgach prodemokratycznych. Wiele osób krytykowało ich za zbytnie podobieństwo do Komunistycznej Partia Chin.
W 2006 roku Yu Jie i Wang Yi zostali przyjęci przez prezydenta George'a W. Busha w Białym Domu, jednak obaj nie zgodzili się na udział w spotkaniu chińskiego działacza praw człowieka Guo Feixionga, co uniemożliwiło mu spotkanie z prezydentem Stanów Zjednoczonych. Później Departament Stanu USA ogłosił, że „prezydent Stanów Zjednoczonych spotkał się z chińskimi działaczami na rzecz praw człowieka”, ale Yu Jie upierał się później, że była to „spotkanie między amerykańskimi chrześcijanami, a chińskimi chrześcijanami”, celowo ignorując kwestię praw człowieka. Spowodowało to, że wiele osób popierających Feixionga było bardzo niezadowolonych z postawy Yu Jie. Komunikat prasowy wydany przez Departament Stanu USA wyraźnie stwierdzał: Prezydent George W. Bush spotyka się z chińskimi działaczami na rzecz praw człowieka. Ani słowem nie wspomniano jakoby miało to być wydarzenie religijne lub osobista wymiana poglądów z chińskimi chrześcijanami. Yu napisał argument po fakcie mówiąc: Uważam to spotkanie za piękną wymianę między amerykańskimi i chińskimi chrześcijanami z chińskich kościołów domowych. Cao Chang Qing stwierdził, że ta praktyka ma na celu umniejszenie ważności prezydenta USA i uwagi rządu USA na prawa człowieka w Chinach.
Pod koniec XX wieku Yu opublikował artykuł Yu Qiuyu, dlaczego nie okazujesz skruchy? jako student Uniwersytetu Pekińskiego, w którym zwrócił się do Yu Qiuyu: Jeśli wszyscy Chińczycy nie okażą skruchy, to chińska wolność i sprawiedliwość istnieje tylko w 'przeszłości' i 'przyszłości'. Jeśli wszyscy stracimy pamięć o cierpieniu, zbrodni i odpowiedzialności, tak jak pan Yu Qiuyu, to szczęście i spokojne życie, którego oczekujemy, nigdy nie będą zagwarantowane. Nazwijmy to pozostałością po rewolucji kulturalnej. Yu Qiuyu  w odpowiedzi napisał Odpowiedź dla pana Yu Jie. Był to jedyny przypadek, gdy opublikował artykuł w którym odpowiedział na krytykę z imienia i nazwiska. Następnie obaj spotkali się w Chengdu. Niedługo potem Yu Jie opublikował długi artykuł Jesteśmy winni, żałujemy – i odpowiadamy panu Yu Qiuyu, argumentując, że w oświadczeniu Yu Qiuyu jest wiele rzeczy, które omijają ważne aspekty, zaprzeczają sobie, a nawet są czarno-białe. Yu Qiuyu nie odpowiedział na to bezpośrednio. Istnieją jednak opinie, że Yu Jie oparł się na pogłoskach i „materiałach rodzinnych” Sun Guangxuana jako dowodach; niektórzy uważają, że Yu Jie powinien czuć się szczęśliwy, że Yu Qiuyu nie zbadał jego odpowiedzialności prawnej. Niektórzy zaś czują żal, że Yu Jie jako autor z własnymi zdolnościami twórczymi, jednoczy się z Sun Guangxuanem, Jin Wenmingiem i innymi, „którzy są sławni tylko przez krytykowanie Yu Qiuyu”.

## Wybrane dzieła
- Yu Jie. Governance with Common Sense: Right-wing Trump's Ruling Wisdom (用常識治國：右派商人川普的當國智慧 yong changshi zhiguo: youpai shangren chuanpu de dangguo zhihui) Taipei: Baqi wenhua, 2020[22].
- Yu Jie (2017). Steel Gate to Freedom: The Life of Liu Xiaobo
- Fire and Ice (1998), Economy Daily Press, China.
- Screams within Iron House (1998), Chinese Industry & Commerce Syndicate Press.
- Fire and Ice (1999), (Hong Kong edition), Cosmos Books.[28]
- To Say, or not to Say (1999), Culture and Art Publishing House.
- Awkward Times (1999), YueLu Publishing House
- Civilization Pain (1999), (Self Anthology), Bai Hua Publishing House.
- Fly the Wings (2000), China Film Publishing House.
- The Road of Wandering Hero - The Mind History of the Transformation Intellectuals in our times (2009), Taiwan Linking Publishing Co.
- China's Best Actor: Wen Jiabao (2010), New Century Publishing Co